# Canton de Montigny-en-Gohelle
Le canton de Montigny-en-Gohelle est une division administrative française située dans le département du Pas-de-Calais et la région Nord-Pas-de-Calais.

## Géographie

Canton de Montigny-en-Gohelle dans l'arrondissement de Lens

Ce canton est organisé autour de Montigny-en-Gohelle dans l'arrondissement de Lens. Son altitude varie de 23 m (Hénin-Beaumont) à 65 m (Hénin-Beaumont) pour une altitude moyenne de 37 m.

## Histoire
Le canton a été créé en 1992. Il a été supprimé en 2014.

## Administration
| Période | Période | Identité          | Étiquette | Qualité                                                    |
| ------- | ------- | ----------------- | --------- | ---------------------------------------------------------- |
| 1992    | 2015    | Jean-Marie Picque | PS        | Directeur d'école Maire de Montigny-en-Gohelle (1989-2006) |

## Composition
| Communes            | Population (2012) | Code postal | Code Insee |
| ------------------- | ----------------- | ----------- | ---------- |
| Hénin-Beaumont      | 25 178 (1)        | 62110       | 62427      |
| Montigny-en-Gohelle | 10 558            | 62640       | 62587      |

## Démographie
| 1962 | 1968 | 1975 | 1982 | 1990 | 1999 | 2007   | 2009 |
| ---- | ---- | ---- | ---- | ---- | ---- | ------ | ---- |
| -    | -    | -    | -    | -    | -    | 20 471 | -    |